# Gilbert Leon Hime
Gilbert Leon Hime (Rio de Janeiro, 2 november 1887 - 15 augustus 1957) was een Braziliaanse voetballer. 

## Biografie
Hime begon zijn carrière bij Botafogo Football Club. In 1906 was hij bij het allereerste Campeonato Carioca clubtopschutter met vijf doelpunten. In 1907 werd hij kampioen met de club. 
Op 30 mei 1909 scoorde hij maar liefst negen keer tegen Mangueira, medespeler Flávio Ramos scoorde zevenkeer. In totaal werd het 24-0, de grootste overwinning ooit in een officiële wedstrijd in de geschiedenis van het Braziliaanse voetbal en ook zijn negen goals zijn een record. In 1910 won hij opnieuw de titel met Botafogo. 